# リチャード・ブライアーズ
リチャード・ブライアーズ（Richard Briers、1934年1月14日 - 2013年2月17日）は、イングランド・サリー出身の俳優。映画・テレビ・舞台と幅広く活躍している。
いとこに俳優のテリー・トーマスがいる。1954年から1956年まで王立演劇学校で学び、リヴァプールやコヴェントリー、ウエスト・エンドの舞台に立つ。テレビでは『モース警部』シリーズなどに出演。
1989年に大英帝国勲章OBEを、2003年にはCBEを授与されている。

## 主な出演作品
- ピーターズ・フレンズ Peter's Friends (1992)
- から騒ぎ Much Ado About Nothing (1993)
- フランケンシュタイン Frankenstein (1994)
- 世にも憂鬱なハムレットたち In the Bleak Midwinter (1995)
- ハムレット Hamlet (1996)
- スパイス・ザ・ムービー Spice World (1997)
- 恋の骨折り損 Love's Labour's Lost (2000)
- 夢見る頃を過ぎてもUnconditional Love (2002)
- ピーター・パン Peter Pan (2003)
- お気に召すまま As You Like It (2006)